# Alpinia divaricata
Alpinia divaricata är en enhjärtbladig växtart som beskrevs av Theodoric Valeton. Alpinia divaricata ingår i släktet Alpinia och familjen Zingiberaceae. Inga underarter finns listade i Catalogue of Life.